# Réfugiés bhoutanais

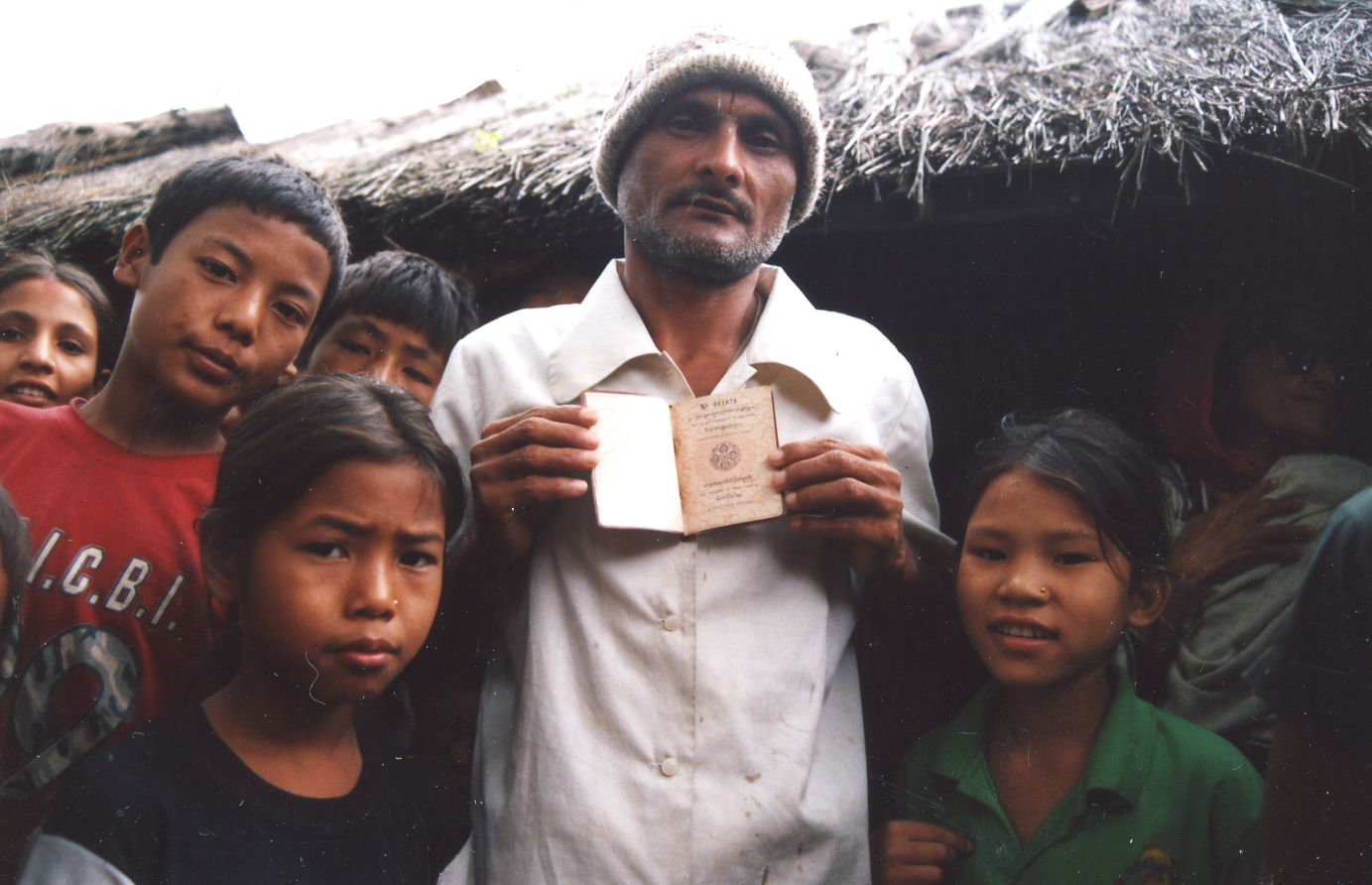
Réfugiés bhoutanais à Beldangi I présentant un passeport bhoutanais.

Les réfugiés bhoutanais sont des Lhotshampas («sudistes»), un groupe de bhoutanais parlant la langue népalaise expulsés. Ces réfugiés se sont enregistrés dans des camps de réfugiés dans l'est du Népal au cours des années 1990 en tant que citoyens bhoutanais expulsés du Bhoutan lors de la manifestation contre l'État et le monarque du Bhoutan par certains des Lhotshampas exigeant la démocratie et un État différent. Le Népal et le Bhoutan n’ayant pas encore mis en œuvre d’accord sur le rapatriement, de nombreux réfugiés bhoutanais se sont depuis réinstallés en Amérique du Nord, en Océanie et en Europe sous les auspices du Haut Commissariat des Nations Unies pour les réfugiés. De nombreux Lhotshampas ont également migré vers des régions du Bengale occidental et de l'Assam en Inde indépendamment du HCR.

## Contexte historique
Les premiers documents de l'histoire du Bhoutan qui subsistent montrent que l'influence tibétaine existait déjà depuis le VIe siècle. Le roi Songtsen Gampo, qui dirigea le Tibet des années 627 à 649, fut responsable de la construction des plus anciens temples bouddhistes du Bhoutan, le Kyichu Lhakhang à Paro et le Jambay Lhakhang à Bumthang. L'installation au Bhoutan par des personnes d'origine tibétaine a eu lieu à cette époque.
Les premiers rapports de personnes d'origine népalaise au Bhoutan remontent à 1620, lorsque Shabdrung Ngawang Namgyal charge quelques artisans Newar de la vallée de Katmandou au Népal de fabriquer un stupa en argent pour contenir les cendres de son père Tempa Nima. Depuis lors, des personnes d'origine népalaise commencent à s'installer dans des zones inhabitées du sud du Bhoutan. Le sud est rapidement devenu le principal fournisseur de produits alimentaires du pays. Les Bhoutanais d'origine népalaise, Lhotshampas, prospéraient avec l'économie du Bhoutan. En 1930, selon les autorités coloniales britanniques, une grande partie du sud est cultivée par une population d'origine népalaise qui s'élève alors à environ 60 000 personnes.
La colonisation au Bhoutan d'un grand nombre de Népalais a lieu au début du XXe siècle :162–165. Ce règlement est encouragé par la Bhutan House à Kalimpong dans le but de collecter des impôts pour le gouvernement. Dans les années 1930, la Bhutan House installe 5 000 familles de travailleurs népalais rien qu'à Tsirang. Dans les années 1940, l'officier politique britannique Sir Basil Gould aurait déclaré que lorsqu'il avait averti Sir Raja Sonam Topgay Dorji, de la Bhutan House, du danger potentiel de permettre à tant de Népalais de souche de s'installer dans le sud du Bhoutan, il a répondu que "puisqu'ils étaient sujets non enregistrés, ils pouvaient être expulsés chaque fois que le besoin s'en faisait sentir. " De plus, il était interdit aux Lhotshampas de s'établir au nord des contreforts subtropicaux:30,:160–162.
Les Népalais expatriés, qui se sont réinstallés au Bengale occidental et en Assam après avoir quitté le Bhoutan, forment le parti Bhutan State Congress en 1952 pour représenter les intérêts d'autres expatriés en Inde ainsi que les communautés qu'ils avaient laissées derrière eux. Un effort pour étendre leurs opérations au Bhoutan avec un mouvement satyagraha (résistance non-violente) en 1954 échoue face à la mobilisation de la milice du Bhoutan et au manque d'enthousiasme parmi les Népalais au Bhoutan, qui ne veulent pas risquer leur statut déjà fragile. Le gouvernement bhoutanais diffuse le mouvement du Bhutan State Congress en accordant des concessions à la minorité et en permettant la représentation des Népalais à l'Assemblée nationale. Le Bhutan State Congress continue à fonctionner en exil jusqu'à son déclin et sa disparition progressive au début des années 1960. Les dirigeants en exil sont graciés en 1969 et autorisés à revenir.

### Loi sur la citoyenneté du Bhoutan de 1958
Vers la fin du règne du deuxième roi Jigme Wangchuck dans les années 1950, le nombre de nouveaux immigrants augmente, provoquant des tensions entre le roi et la famille Dorji à la Bhutan House. L'amnistie est accordée par la loi sur la citoyenneté de 1958 à tous ceux qui pouvaient prouver leur présence au Bhoutan pendant au moins 10 ans avant 1958. D'autre part, le gouvernement a également interdit l'immigration en 1958.
Cependant, à partir de 1961, avec le soutien de l'Inde, le gouvernement commence des activités de développement planifiées consistant en d'importants travaux de développement des infrastructures. Mal à l'aise avec le désir de l'Inde de faire venir un grand nombre de travailleurs indiens, le gouvernement tente d'abord de prouver sa propre capacité en insistant pour que la route prévue Thimphu - Phuntsholing soit réalisée avec sa propre main-d'œuvre. Le gouvernement tente également de freiner l'immigration. Bien que le projet soit un succès, l'achèvement de la route de 182 kilomètres en seulement deux ans, l'importation de travailleurs de l'Inde est inévitable. La plupart des travailleurs indépendants bhoutanais étant agriculteurs, le Bhoutan manque de main-d'œuvre prête à prendre en charge les grands projets d'infrastructure. Cela a finalement conduit à l'immigration à grande échelle de travailleurs de la construction qualifiés et non qualifiés en provenance de l'Inde :162–165, 220,. Ces personnes sont pour la plupart d'origine népalaise et s'installent dans le sud, selon les besoins, parmi les résidents légaux et illégaux :160–162. Avec les pressions des activités de développement, cette tendance est restée incontrôlée ou insuffisamment maîtrisée pendant de nombreuses années. Les postes de contrôle de l'immigration et les bureaux d'immigration n'ont en fait été créés pour la première fois qu'après 1990.

### Loi sur la citoyenneté du Bhoutan de 1985
Dans les années 1980, le gouvernement était devenu très conscient non seulement de l'immigration illégale généralisée de personnes d'origine népalaise au Bhoutan, mais aussi du manque total d'intégration, même des immigrants de longue date, dans le courant politique et culturel du pays. La plupart des Lhotshampa sont restés culturellement népalais. Pour sa part, le gouvernement avait largement ignoré la colonisation illégale mais avait encouragé les mariages mixtes avec des paiements en espèces comme moyen d'assimilation. Cependant, cela a rencontré un succès négligeable en ce qui concerne l'assimilation réelle. Il y avait aussi une perception d'un mouvement du Grand Népal émergeant des régions dominées par les Népalais au Népal, à Darjeeling, à Kalimpong et au Bengale occidental que les Bhoutanais craignaient comme un chauvinisme népalais :183–186, 239,:161,:63.
Percevant cette dichotomie croissante comme une menace pour l'unité nationale, le gouvernement a promulgué des directives dans les années 1980 qui cherchaient à préserver l'identité culturelle du Bhoutan et à embrasser formellement les citoyens d'autres groupes ethniques dans une politique "Une nation, un peuple". Le gouvernement a laissé entendre que la «culture» à préserver serait celle des divers groupes du nord du Bhoutan. Pour renforcer ce mouvement, le gouvernement a forcé l'utilisation du Driglam Namzha, le code national vestimentaire et d'étiquette du Bhoutan. Cette politique obligeait les citoyens à porter la tenue du nord du Bhoutan dans les lieux publics sous peine d'amendes et renforçait le statut du dzongkha en tant que langue nationale. Le népalais a été abandonné en tant que matière dans les écoles, ce qui l'a mis au même niveau que les autres langues du Bhoutan, dont aucune n'est enseignée:68,,. Ces politiques ont d'abord été critiquées par des groupes de défense des droits de l'homme ainsi que par la communauté des migrants économiques népalais du Bhoutan, qui considéraient que la politique était dirigée contre eux. Le gouvernement, pour sa part, a estimé que l'enseignement gratuit en langue népalaise avait encouragé l'immigration illégale dans le sud du Bhoutan.
La loi sur la citoyenneté de 1985 a clarifié et tenté d'appliquer la loi sur la citoyenneté de 1958 pour contrôler le flot d'immigration illégale. En 1980, le gouvernement a mené son premier véritable exercice de recensement. La base des classifications de la citoyenneté du recensement était l'année «limite» de 1958, l'année où la population népalaise avait obtenu pour la première fois la citoyenneté bhoutanaise. Les personnes qui ne pouvaient pas fournir de preuve de résidence avant 1958 ont été considérées comme des immigrants illégaux.

### Premier recensement du Bhoutan (1988)
La question est mise en évidence lorsque le gouvernement du Bhoutan découvre lors de son premier recensement l'ampleur de la population de Lhotsampas. Des Lhotsampas d'origine népalaise qui vivaient dans le sud du Bhoutan depuis la fin du dix-neuvième,, et le début du vingtième siècles sont incités à quitter le Bhoutan après que le pays ait effectué son premier recensement en 1988. Cependant, le gouvernement n'a pas correctement formé les agents chargés du recensement, ce qui a entraîné des tensions parmi le public. Le placement dans les catégories de recensement allant de « Bhoutanais authentiques » à « Non-ressortissants: migrants et colons illégaux » est souvent arbitraire et peut être arbitrairement changé. Dans certains cas, les membres d'une même famille ont été, et sont toujours, classés dans des catégories différentes; certains Bhoutanais certes authentiques ont été contraints de fuir avec des membres de leur famille que le gouvernement a jugés illégaux:37–39. D'autres Lhotshampas qui considéraient leur propre citoyenneté comme assurée ont été empêchés par des fonctionnaires du gouvernement d'obtenir les documents appropriés, perdant leurs biens:37–39.
Le gouvernement tente également d'appliquer le code vestimentaire et linguistique bhoutanais driglam namzha en même temps, pour que la population Lhotshampas s'assimile à la société Ngalop:38–39. Le gouvernement explique alors ses programmes d'identité culturelle comme une défense contre les premiers problèmes politiques depuis la création de la dynastie Wangchuck en 1907 et la plus grande menace pour la survie de la nation depuis le XVIIe siècle. Dans un effort pour résoudre les conflits interethniques, le Druk Gyalpo effectue de fréquentes visites dans les districts troublés du sud, et il ordonne la libération de centaines d'« antinationaux » arrêtés. Il exprime également la crainte que l'afflux massif de Népalais ne conduise à leur revendication d'un État séparé dans les dix à vingt prochaines années, à peu près de la même manière que dans la monarchie autrefois indépendante du Sikkim dans les années 1970.
Cependant, ces mesures se combinent pour aliéner même les citoyens d'origine népalaise de bonne foi. Certains Népalais de souche ont commencé à protester contre la discrimination perçue, exigeant une exemption des décrets gouvernementaux visant à renforcer l'identité nationale bhoutanaise. La réaction aux décrets royaux dans les communautés à majorité népalaise s'est manifestée sous la forme de conflits ethniques dirigés contre des non-Lhotshampas. Les réactions ont également pris la forme de mouvements de protestation au Népal et en Inde parmi les Népalais qui avaient quitté le Bhoutan. Le Druk Gyalpo est accusé de "suppression culturelle" et son gouvernement est inculpé par des dirigeants antigouvernementaux de violations des droits de l'homme, y compris la torture de prisonniers; arrestation et détention arbitraires; refus d'une procédure régulière; et les restrictions des libertés d'expression et de presse, d'organisation et de réunion pacifiques et des droits des travailleurs. Les marches de protestation antigouvernementales ont impliqué plus de 20 000 participants, dont certains d'un mouvement qui avait réussi à contraindre l'Inde à accepter l'autonomie locale des Népalais de souche du Bengale occidental, qui ont traversé la frontière du Bengale occidental et de l'Assam dans six districts du Bhoutan. À la fin de l'exercice de recensement, la frontière sud du Bhoutan devient un foyer de militantisme pendant plusieurs années.
Des groupes politiques expatriés népalais et des sympathisants au Népal et en Inde soutiennent les activités antigouvernementales. Entre 2 000 et 12 000 Népalais auraient fui le Bhoutan à la fin des années 1980 et, selon un rapport de 1991, même des hauts fonctionnaires bhoutanais d'origine népalaise ont démissionné de leurs fonctions et déménagé au Népal. Environ 5 millions de Népalais vivent dans des colonies en Inde le long de la frontière avec le Bhoutan en 1990. Les Népalais ne sont pas nécessairement les bienvenus en Inde, où les conflits ethniques amènent à les repousser à travers la frontière bhoutanaise en grande partie non gardée. Le Parti du Peuple du Bhoutan opère au sein de la grande communauté népalaise du nord de l'Inde. Un deuxième groupe, le Forum du peuple bhoutanais pour les droits de l'homme (un pendant du Forum du peuple népalais pour les droits de l'homme ), est créé en 1998 au Népal par Tek Nath Rizal, un Lhotshampa et ancien fonctionnaire de confiance du Conseil consultatif royal qui a agi en tant que liaison principale entre le gouvernement et les Lhotshampas dans le sud, ainsi qu'un ancien membre de l'Assemblée nationale du Bhoutan. L'Union des étudiants du Bhoutan et le Bhutan Aid Group-Nepal sont également impliqués dans l'activisme politique.
En novembre 1989, Tek Nath Rizal aurait été enlevé dans l'est du Népal par la police bhoutanaise et renvoyé à Thimphou, où il aurait été emprisonné pour complot et trahison. Il a également été accusé d'être à l'origine des émeutes raciales dans le sud du Bhoutan. Rizal est condamné à la réclusion à perpétuité en 1993,.

### Conflit interethnique (années 1990)
Le conflit interethnique s'est généralement intensifié au cours des années 1990. En février 1990, des militants antigouvernementaux font exploser une bombe télécommandée sur un pont près de Phuntsholing et incendient un convoi de sept véhicules.
En septembre 1990, des affrontements ont lieu avec l'Armée royale du Bhoutan, qui a reçu l'ordre de ne pas tirer sur les manifestants. Les manifestants hommes et femmes ont été rassemblés par SK Neupane et d'autres membres du Parti du peuple bhoutanais illégal, qui aurait exhorté les manifestants à exiger la démocratie et les droits de l'homme pour tous les citoyens bhoutanais. Certains villageois ont volontairement rejoint les manifestations; d'autres l'ont fait sous la contrainte. Le gouvernement a qualifié le parti, qui aurait été créé par des anti-monarchistes et soutenu par le Parti du Congrès népalais et le Parti communiste du Népal (marxiste-léniniste unifié), d’organisation terroriste. Le parti aurait conduit ses membres - qui seraient armés de fusils, de fusils à chargement par la bouche, de couteaux et de grenades artisanales - à des raids contre des villages du sud du Bhoutan, déshabillant des personnes portant des vêtements traditionnels bhoutanais; extorquer de l'argent; et voler, kidnapper et tuer des gens. Il y aurait eu des centaines de victimes, bien que le gouvernement n'ait admis que deux morts parmi les forces de sécurité. D'autres sources ont indiqué que plus de 300 personnes avaient été tuées, 500 blessées et 2 000 arrêtées lors d'affrontements avec les forces de sécurité. Parallèlement aux violences susmentionnées, des détournements de véhicules, des enlèvements, des extorsions, des embuscades et des attentats à la bombe ont eu lieu, des écoles ont été fermées (certaines ont été détruites) et des bureaux de poste, de la police, de la santé, des forêts, des douanes et des postes agricoles ont été détruits. De leur côté, les forces de sécurité ont été inculpées par le Parti du peuple bhoutanais, dans le cadre de protestations adressées à Amnesty International et à la Commission internationale des droits de l'homme, de meurtre et de viol et de « règne de la terreur ». En soutien aux expatriés népalais, le secrétaire général du Parti du Congrès népalais, le parti au pouvoir au Népal, appelle le Druk Gyalpo à instaurer une démocratie multipartite. Certains des organisateurs des marches sont arrêtés et détenus,. Le gouvernement bhoutanais n'a admis que l'arrestation de 42 personnes impliquées dans des activités "anti-nationales" à la fin de 1989, plus 3 personnes supplémentaires extradées du Népal. Tous sauf 6 auraient été relâchés plus tard; ceux qui sont restés en prison ont été accusés de trahison. En septembre 1990, plus de 300 autres prisonniers détenus dans le sud ont été libérés à la suite de la tournée du Druk Gyalpo dans les districts du sud.
Face à la résistance du gouvernement aux demandes d'institutionnalisation des identités distinctes au sein de la nation, les manifestants du sud insistent pour que le drapeau du Parti du peuple du Bhoutan soit arboré devant le siège administratif et que les membres du parti soient autorisés à porter le kukri, un couteau courbé népalais traditionnel, à tout moment. Ils demandent également le droit de ne pas porter la robe nationale bhoutanaise et insistent pour que les écoles et les bureaux du gouvernement restent fermés jusqu'à ce que leurs demandes soient satisfaites. Les demandes non satisfaites se sont accompagnées de nouvelles violences et de décès en octobre 1990. Dans le même temps, l'Inde promet "toute l'assistance possible que le gouvernement royal pourrait rechercher pour résoudre ce problème" et assure qu'elle protégerait la frontière contre les groupes cherchant à entrer illégalement au Bhoutan.
Au début de 1991, la presse au Népal parle des insurgés du sud du Bhoutan comme des « combattants de la liberté ». Le Parti du peuple du Bhoutan a affirmé que plus de 4 000 défenseurs de la démocratie ont été arrêtés par l'armée royale du Bhoutan. Des accusations sont faites de façon que les personnes arrêtées soient assassinées à l'extérieur des postes de police bhoutanais et qu'environ 4 200 personnes soient expulsées.
Pour dissuader et réglementer la migration des Népalais vers le Bhoutan depuis l'Inde, le Druk Gyalpo ordonne des recensements plus réguliers, des contrôles aux frontières améliorés et une meilleure administration gouvernementale dans les districts du sud. L'action plus immédiate de formation de milices citoyennes a lieu en octobre 1990 en réaction aux manifestations. La réglementation interne des voyages est rendue plus stricte avec la délivrance de nouvelles cartes d'identité polyvalentes par le ministère de l'Intérieur en janvier 1990. À la fin de 1990, le gouvernement reconnaît les graves effets de la violence antigouvernementale. Il est annoncé que les recettes en devises ont chuté et que le PIB a considérablement diminué en raison des activités terroristes.
En 1992, le conflit interethnique éclate de nouveau, provoquant un pic des départs de Lhotshampas, totalisant plus de 100 000 en 1996. De nombreux Lhotshampas affirment avoir été expulsés de force par l'armée, qui les a forcés à signer des documents de « formulaire de migration volontaire » indiquant qu'ils sont partis volontairement:39,,.
En 1998, Tek Nath Rizal a obtenu une grâce royale et est parti au Népal pour former le « Forum du peuple pour les droits de l'homme »,,.

## Camps de réfugiés au Népal
Au cours des années 90, plusieurs milliers de Lhotshampas se sont installés dans les camps de réfugiés mis en place par le HCR au Népal. Le HCR a reconnu la plupart des arrivées entre 1990 et 1993 sur une base prima facie. En 1996, la population des camps a explosé à 100 000 et culmine à plus de 107 000 personnes.
Le gouvernement du Népal et le HCR ont géré les sept camps de réfugiés ci-dessous depuis l'arrivée des réfugiés bhoutanais dans les années 1990.
| Camp            | 2016  | 2015   | 2014   | 2013   | 2012   | 2011   | 2010   | 2009   | 2008   | 2007   | 2006   |
| --------------- | ----- | ------ | ------ | ------ | ------ | ------ | ------ | ------ | ------ | ------ | ------ |
| Timai           | -     | -      | -      | -      | -      | -      | 7 058  | 8 553  | 9 935  | 10 421 | 10 413 |
| Sanischare      | 2 265 | 3 367  | 4 675  | 6 599  | 9 212  | 10 173 | 13 649 | 16 745 | 20 128 | 21 386 | 21 285 |
| Beldangi 1 et 2 | 9 497 | 13 970 | 18 574 | 24 377 | 31 976 | 33 855 | 36 761 | 42 122 | 50 350 | 52 967 | 52 997 |
| Goldhap         | -     | -      | -      | -      | -      | -      | 4 764  | 6 356  | 8 315  | 9 694  | 9 602  |
| Khudunabari     | -     | -      | -      | -      | -      | 9 032  | 11 067 | 12 054 | 13 254 | 13 226 | 13 506 |

### Conditions de vie
Les conditions des camps sont au départ remplies de malnutrition et de maladies, notamment la rougeole, le scorbut, la tuberculose, le paludisme, le choléra et le béribéri, bien que les conditions des camps se soient nettement améliorées entre 1995 et 2005. L'éducation figurait parmi les meilleurs services fournis dans les camps, généralement meilleurs que dans la campagne environnante du Népal. Les camps, cependant, sont restés considérablement surpeuplés jusqu'en 2006. La malnutrition, due au rationnement alimentaire basé sur l'âge, la violence contre les femmes et les enfants, ainsi que la marginalisation et la radicalisation restent alors des problèmes graves:31–32. Les réfugiés bhoutanais au Népal vivent dans des conditions de mouvement restreint ou contrôlé, de capacité de travail restreinte et d'accès limité au système judiciaire local:31–32. L'organisation humanitaire danoise Global Medical Aid a aidé des réfugiés bhoutanais au Népal.
Depuis 2009, la population des camps a diminué comme on peut le voir dans le tableau ci-dessus. En raison de cette réduction, les camps de Goldhap et Timai ont été fusionnés avec le camp de Beldangi II,. Les bureaux se préparent à fermer ou à fusionner d'autres camps et prévoient d'achever l'opération de réinstallation des réfugiés d'ici 10 ans. En 2016, seuls les camps de Beldangi et de Sanischare restent, avec un total combiné de 11 762 résidents. Cependant, il reste environ 10 000 réfugiés dans les camps, qui ne sont pas éligibles ou ne veulent pas être réinstallés. Les autres sont principalement des personnes âgées qui ont perdu leur réseau de soutien - du fait de la réinstallation - et sont affectées par des taux croissants de dépression, de toxicomanie et de suicide.

### Retour volontaire
En 2000, après des années de discussions, le Bhoutan et le Népal sont parvenus à un accord sur le retour volontaire de certains réfugiés bhoutanais vivant dans des camps népalais. Cependant, certains points de discorde incluent que certains habitants des camps n'ont jamais été citoyens, ou même pas résidents, du Bhoutan avant d'obtenir le statut de réfugié. En outre, le gouvernement bhoutanais considère de nombreux groupes politiques au sein de la communauté népalaise Lhotshampa, tels que le Parti du peuple bhoutanais (BPP) et le Parti démocratique national du Bhoutan (BNDP), comme des groupes terroristes ou anti-nationaux,. Pour compliquer encore plus le rapatriement, les terres et autres biens autrefois détenus par les réfugiés de Lhotshampa ont été repeuplés et repris par les colons de Ngalop - y compris les membres du gouvernement et les militaires - sous les encouragements du gouvernement :70–73:39–40.
En mars 2001, la première vérification des réfugiés bhoutanais éligibles au rapatriement commence dans les camps de réfugiés népalais. On estime alors que le rapatriement effectif doit avoir lieu dans un délai d’un an. Cependant, les progrès ont stagné pendant plus d'une décennie. En 2003, une équipe de vérification bhoutanaise a été attaquée et blessée à Jhapa, ce qui a entraîné un retard supplémentaire. En 2011, plus de 200 réfugiés dans le seul camp de réfugiés de Khudunabari ont été certifiés. Cependant, aucun réfugié bhoutanais n’est rapatrié. En avril 2011, le Bhoutan et le Népal ont de nouveau ouvert des pourparlers sur le rapatriement, mais le HCR reste attaché à la réinstallation dans un pays tiers compte tenu du refus du Bhoutan de garantir la pleine citoyenneté et d'autres droits humains aux rapatriés,. En juillet 2011, les gouvernements du Bhoutan et du Népal ont tenu au moins 15 séries de pourparlers bilatéraux sans qu'aucune solution pratique ne soit trouvée; bien que les médias d'État bhoutanais se soient fait l'écho de l'insistance du Bhoutan à poursuivre les pourparlers avec le Népal, ils ont indiqué leur préférence pour la réinstallation dans un pays tiers. Le Népal, pour sa part, n'a pas accueilli les réfugiés dans sa propre population:148,:29–30, 40.
Le Département d'État des États-Unis identifie les dirigeants des camps de réfugiés qui ont l'intention de rapatriement comme entravant certains efforts de réinstallation par la désinformation et l'intimidation, malgré les perspectives généralement médiocres de rapatriement.

### Réinstallation dans un pays tiers
Pendant de nombreuses années, le gouvernement du Népal n'a pas autorisé la réinstallation des réfugiés bhoutanais. Cela n'a changé que dans la seconde moitié des années 2000 après de longues négociations. Les réfugiés bhoutanais sont un groupe attractif pour les pays d'accueil car ils posent beaucoup moins de risques pour la sécurité que les réfugiés irakiens, somaliens ou afghans.
Le HCR et différents partenaires qui forment le « Groupe central sur les réfugiés bhoutanais au Népal » ont annoncé en 2007 la réinstallation de la majorité des 108 000 réfugiés bhoutanais enregistrés. Les États-Unis ont offert d'en prendre 60 000 et ont commencé à les recevoir en 2008. L'Australie, le Canada, la Norvège, les Pays-Bas et le Danemark ont proposé de réinstaller 10 000 chacun  et la Nouvelle-Zélande a proposé de réinstaller 600 réfugiés sur une période de cinq ans à compter de 2008. En janvier 2009, plus de 8 000 et en novembre 2010, plus de 40 000 réfugiés bhoutanais avaient été réinstallés dans divers pays. Le Canada a offert d'accepter 6 500 réfugiés bhoutanais supplémentaires d'ici la fin de 2014. La Norvège a déjà réinstallé 200 réfugiés bhoutanais et le Canada a accepté d'en accepter jusqu'à 5 000 jusqu'en 2012.
En novembre 2015, il a été annoncé que 100 000 réfugiés avaient été réinstallés à l'étranger (dont 85% aux États-Unis) et en février 2017, ce nombre était passé à 108 513. En janvier 2019, environ 112 800 personnes ont été réinstallées à l'étranger. Il s'agit notamment des Bhoutanais britanniques, qui se sont installés au Royaume-Uni.
Selon Raj Khadka, la réinstallation a donné l'opportunité de recommencer une nouvelle vie à ces réfugiés, mais les défis auxquels ils sont confrontés sur le marché du travail sont un obstacle majeur pour s'établir dans les nouveaux pays qui sont assez différents du leur.
| Pays             | Janvier 2011 | Avril 2013 | Février 2017 |
| ---------------- | ------------ | ---------- | ------------ |
| Australie        | 2 186        | 4 190      | 6 204        |
| Canada           | 2 404        | 5 376      | 6 773        |
| Danemark         | 326          | 746        | 875          |
| Pays-Bas         | 229          | 326        | 329          |
| Nouvelle-Zélande | 505          | 747        | 1 075        |
| Norvège          | 373          | 546        | 570          |
| Royaume-Uni      | 111          | 317        | 358          |
| États-Unis       | 34 969       | 66 134     | 92 323       |